# Melanotrichia ikchvaku
Melanotrichia ikchvaku är en nattsländeart som beskrevs av Schmid 1982. Melanotrichia ikchvaku ingår i släktet Melanotrichia och familjen Xiphocentronidae. Inga underarter finns listade i Catalogue of Life.